# Курмель
Курме́ль (фр. Courmelles) — коммуна во Франции, находится в регионе Пикардия. Департамент коммуны — Эна. Входит в состав кантона Суасон-2. Округ коммуны — Суасон.
Код INSEE коммуны — 02226.

## Население
Население коммуны на 2010 год составляло 1700 человек.
| 1962 | 1968 | 1975 | 1982 | 1990 | 1999 | 2010 |
| ---- | ---- | ---- | ---- | ---- | ---- | ---- |
| 1019 | 963  | 1973 | 2101 | 1915 | 1659 | 1700 |

## Экономика
В 2010 году среди 1080 человек трудоспособного возраста (15—64 лет) 761 были экономически активными, 319 — неактивными (показатель активности — 70,5 %, в 1999 году было 66,1 %). Из 761 активных жителей работали 658 человек (350 мужчин и 308 женщин), безработных было 103 (50 мужчин и 53 женщины). Среди 319 неактивных 97 человек были учениками или студентами, 151 — пенсионерами, 71 были неактивными по другим причинам.